# Mont Blackburn
El mont Blackburn és el pic més alt de les muntanyes Wrangell, a Alaska, Estats Units. És la cinquena muntanya més alta dels Estats Units i la dotzena d'Amèrica del Nord. És un erosionat volcà en escut, el segon més alt dels Estats Units, rere el mont Bona i el cinquè d'Amèrica del Nord. Fou batejat amb aquest nom el 1885 pel tinent Henry T. Allen, de l'exèrcit dels Estats Units, en honor de Joseph Clay Stiles Blackburn, senador per Kentucky. Es troba al bell mig del Parc Nacional Wrangell-St. Elias.
Gairebé tota la muntanya es troba coberta per camps de gel i glaceres, i és la principal font de gel de la glacera de Kennicott, que discorre cap al sud-est durant uns 32 km fins a la ciutat de McCarthy. La muntanya també aporta un gran volum de gel cap a la glacera Nabesna i el sistema de la glacera Kuskulana.

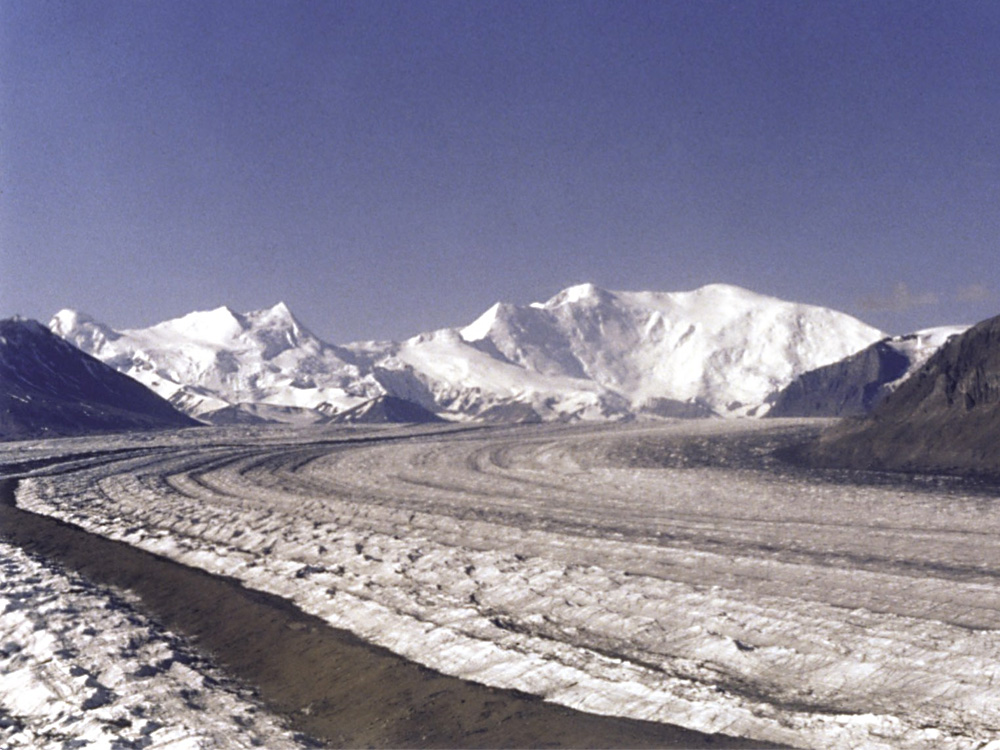
La glacera Nabesna, amb el mont Blackburn a la dreta i els Atna Peaks és el cim doble a l'esquerra del centre

El mont Blackburn és un pic amb una gran desnivell respecte a la seva base. La cara oest té 3.350 metres de desnivell en menys de 6 km. Les altres cares no es queden gaire enrere, amb una mitjana de 2.440 a 3.050 metres en poc menys de 13 km. La base, a la glacera Kuskulana, està a 730 msnm i en menys de 12 quilòmetres hi ha el cim, cosa que suposa un desnivell de 4.270 metres. Tot plegat situa aquesta muntanya com la 50a amb més prominència del món.

## Primera ascensió
El mont Blackburn té dos cims quasi bessons que en són el punt culminant. Fins a la dècada de 1960, es va creure que el punt culminant era el cim est, anomenat Kennedy Peal o East Blackburn, amb 4.964 m. La primera ascensió a aquest pic, la feren el 1912 Dora Keen i George Handy a partir de la glacera Kennicott (a la cara sud de la muntanya) i la cara est. Amb tot, la primera ascensió al cim real, el pic oest, no es farà fins al 30 de maig de 1958 per Bruce Gilbert, Dick Wahlstrom, Hans Gmoser, Adolf Bitterlich i Leon Blumer per la cara nord. Quan van fer el cim, desconeixien que havien estat els primers a aconseguir-ho i no fou fins uns anys més tard que el Servei Geològic dels Estats Units va detectar l'error en la identificació del punt culminant d'aquesta muntanya.